# Натюрморт з артишоком, турачом, виноградом і ліліями
«Натюрморт з артишоком, турачом, виноградом і ліліями» (ісп. Bodegón con cardo, francolín, uvas y lirios) — картина іспанського живописця Феліпе Раміреса. Створена у 1628 році. Зберігається у Музеї Прадо в Мадриді (інв. ном. P2802).

## Опис
Ця картина Раміреса є найяскравішим прикладом того глибокого впливу, який мали на іспанський живопис натюрморти Санчеса Котана («Натюрморт з дичиною, овочами і фруктами», 1602). Написана чверть століття потому, представлена картина з точністю відтворює усі риси ранніх натюрмортів Котана і, можливо, навіть є копією якого-небудь втраченого оригіналу його робіт. Однак Рамірес використовує дещо відмінну техніку письма, для якої притаманні короткі паралельні мазки, а також він вводить в композицію два нові предмети, яких немає на жодному з натюрмортів Санчеса Котана, що збереглись: це лілії і позолочена чаша, що різко контрастують з невигадливо простотою предметів, зображених на картинах Котана.